# Oxid kobaltnatý
Oxid kobaltnatý (chemický vzorec CoO) je olivově zelený prášek, nerozpustný ve vodě, rozpustný v kyselinách na kobaltnaté soli. Barva oxidu kobaltnatého závisí na velikosti částic, stejně jako zelený (nejčastější forma), lze také připravit žlutý, šedý, hnědý, slabě červený, namodralý nebo černý. Oxid kobaltnatý vzniká zahříváním hydroxidu kobaltnatého Co(OH)2 nebo uhličitanu kobaltnatého CoCO3 za nepřístupu vzduchu. Za normálních teplot má antiferromagnetické vlastnosti. Žíháním při teplotách 400–500 °C se získá oxid kobaltnato-kobaltitý Co3O4. Oxid kobaltnatý způsobuje modrou barvu kobaltového skla (draselné křemičitanové sklo se využívalo jako modrý pigment zvaný šmolka).